# Liste der dänischen Gesandten bei den Hansestädten
Dies ist eine Liste der dänischen Gesandten in Hamburg.
Hamburg war ab 1510 Freie Reichsstadt, 1806 durch Frankreich besetzt, 1811 bis 1814 annektiert, ab 1815 Freie Stadt im Deutschen Bund und ab 1871 Bundesstaat im Deutschen Reich. Als Gesandte bei den Hansestädten waren die dänischen Gesandten auch in Bremen und Lübeck akkreditiert, sofern dort nicht zeitweilig eigene Vertreter akkreditiert waren.

## Gesandte in Hamburg
...
- 1678–1683: Georg von Lincker[1] (1630–1699)
- 1683–1686: Jacob Heinrich Paulli von Rosenschild[1] (1637–1704)

...
- 1704–1722: Hans Statius von Hagedorn[1] (1668–1722)
- 1725–1730: Johann Christian von Hohenmühlen[1] (geb. Homilius; 1658–1730)
- 1731–1736: von Stutterheim (–1736)
- 1737–1764: Christian August von Johnn (1688–1764)
- 1761–1781: Heinrich Carl von Schimmelmann[2] (1724–1782)
- 1781–1800: Friedrich Josef von Schimmelmann (1754–1800)
- 1800–1802: Carl Wilhelm August Kunad, Gt
- 1802–1806: Adolf Gottlieb von Eyben (1741–1811)

1806–1814: Unterbrechung der Beziehungen

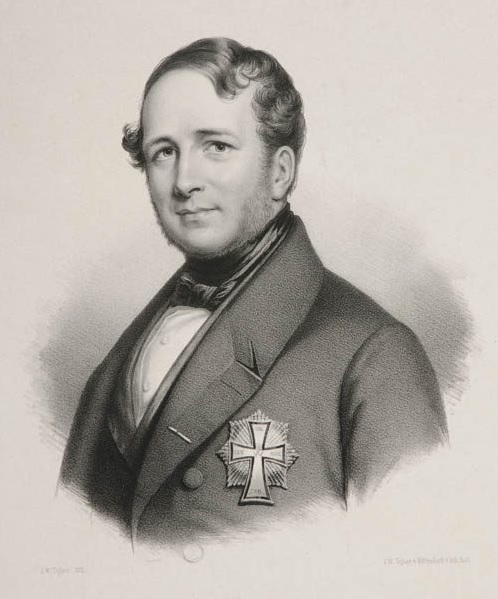
Christian Høyer Bille

- 1814–1836: Georg Wilhelm Bokelmann (1779–1847)
- 1836–1847: Christian Høyer Bille (1799–1853)
- 1847–1848: Bernhard Ernst von Bülow (1815–1879)
- 1849–1859: Ulysses von Dirckinck-Holmfeld (1801–1877)

1859: Auflösung der Gesandtschaft

## Gesandte in Lübeck
- Carl Friedrich von Clausenheim (1757–1765), dänischer Ministerresident